# Азовское море
Азо́вское мо́ре (укр. Азо́вське море) — полузамкнутое море Атлантического океана на востоке Европы, омывающее побережье России и Украины. Самое мелкое море в мире: глубина не превышает 13,5 метров, средняя глубина около 7,4 м (по разным оценкам — от 6,8 до 8 м).
Соединяется с Атлантическим океаном длинной цепочкой проливов и морей: Керченский пролив — Чёрное море — пролив Босфор — Мраморное море — пролив Дарданеллы — Эгейское море — Средиземное море — Гибралтарский пролив. По отдалённости от океана Азовское море является самым континентальным морем планеты. Объём воды — 290 км³.
В древности Азовского моря не существовало и Дон впадал в Чёрное море в районе современного Керченского пролива. Предполагается, что заполнение акватории Азовского моря произошло около 5600 года до н. э. (см. Теория черноморского потопа).
На северном берегу Таманского полуострова находится раннепалеолитическая стоянка древнего человека Кермек. На стоянке Богатыри/Синяя балка в черепе жившего 1,5—1,2 млн л. н. кавказского эласмотерия (Elasmotherium caucasicum) нашли застрявшее пиковидное орудие из окварцованного доломита.

## Этимология
В античности Азовское море называлось Меотийское озеро, иначе Меотида (др.-греч. Μαιῶτις), по названию меотов — племён, обитавших на южном и юго-восточном побережье моря в 1-м тысячелетии до н. э., у скифов — Каргалук, у меотов — Темеринда (что значит «мать моря»), у арабов — Бахр аль-Азуф (Бар-эль-Азов, тёмно-синяя река), у турок — Бахр эль-Ассак или Бахр-ы Ассак (Тёмно-синее море; совр. тур. Azak Denizi).
Половцы называли его Карбалук — рыбное пристанище, татары в генуэзскую эпоху — Чабак-денгис (море, изобилующее лещами), отсюда у генуэзцев и венецианцев — Цабакское море (Mare delle Zabacche). Турки-османы называли его Балук-дегниз (Балык-денгиз, «рыбное море», тур. Balık Denizi).
Море переименовывалось многократно (Самакуш, Салакар, Майутис и тому подобное). В начале XIII века утверждается название Саксинское море.
По другим данным азак — тюркское прилагательное, означающее низкий, низменный, по другим данным, азак (тюркское устье реки), которое трансформировалось в Азау, а затем в русское Азов. В промежутке вышеуказанных названий море получало ещё и следующие: Франкское море (под франками понимались генуэзцы и венецианцы); Сурожское (Судакское) море (Сурожем вероятнее всего назывался современный город Мариуполь); Каффское море (Каффа — итальянская колония на месте современного города Феодосия в Крыму); Киммерийское море (от киммерийцев); Акдениз (турецкое, означающее Белое море). Наиболее достоверно, что современное название моря происходит от города Азова.
По этимологии слова «азов» существует ряд гипотез: по имени половецкого князя Азупа (Азуфа), взявшего крепость на месте современного города в 1067 году; по названию племени осов (ассы), в свою очередь происшедшего будто бы от авестийского, означающего «быстрый»; сопоставляют название и с тюркским словом азан — «нижний», и черкесским узэв — «узкая горловина». Тюркское название города Азов — Аузак. Но ещё в I в. н. э. Плиний, перечисляя в своих трудах скифские племена, упоминает племя асоки, сходное со словом азов. Принято считать, что современное название Азовского моря пришло в русскую топонимию в начале XVII века, благодаря летописи Пимена. Причём вначале оно закрепилось только за его частью (Таганрогским заливом, который до появления города Таганрога называли Донским Лиманом). Лишь во второй половине XVIII века название «Азовское море» закрепилось за всем водоёмом. Море дало название станицам Азовской и Приазовской, и городу Новоазовск, посёлку Приазовское и другим населённым пунктам.
В XVII в. моряки и картографы восточную часть моря, примыкающую к городу Азов, называли Азовским морем, а остальную часть — Меотийским. Со времени Азовского похода Петра I в конце XVII в. название «Азовское море» распространилось на всю его акваторию.

## История изучения

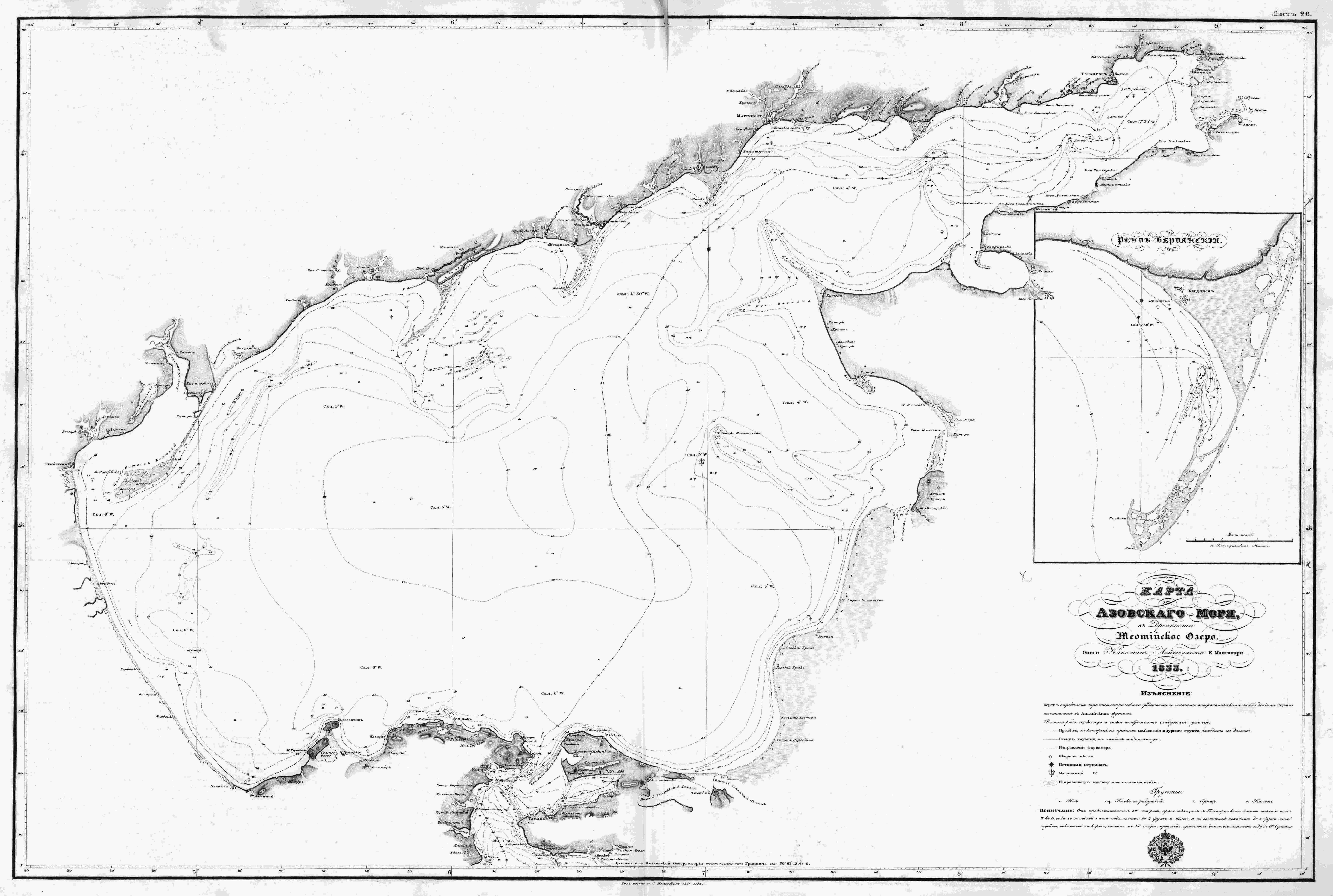
Гидрографическая карта Азовского моря, составленная в 1833 году.

В истории изучения Азовского моря выделяют три этапа:
1. Древний (географический) — со времён Геродота до начала XIX в.
2. Геолого-географический — XIX в. — 40-е годы XX в.
3. Комплексный — середина XX в. — сегодня.

В древности относительно положения и величины Меотийского бассейна существовали самые неясные и противоречивые представления: некоторые считали его частью северного Великого океана, и только после походов Александра Великого это мнение было оставлено.
Первую карту Понта Эвксинского и Меотиды составил Клавдий Птолемей, он же определил географические координаты для городов, устьев рек, мысов и заливов побережья Азовского моря.
В 1068 году русский князь Глеб Святославич, правивший в то время в Тмутаракани, измерил по льду расстояние между Керчью и Таманью. Как свидетельствует надпись на Тмутараканском камне, расстояние от Тмутаракани до Корчева (древнее название Керчи) составляло приблизительно 20 км (за 939 лет это расстояние увеличилось на 3 км.) С XII—XIV вв. генуэзцы и венецианцы начали составлять портоланы (лоции и морские карты) Чёрного и Азовского морей.
В 1887 году берега моря между Бердянском и Молочным лиманом изучал известный геолог, академик Н. А. Соколов.
В 1983 году группа учёных получила Государственную премию СССР в области науки и техники «за создание имитационной модели экосистемы Азовского моря и её использование для системного анализа, прогнозирования и управления природно-техническим комплексом».

## География

### Общие сведения

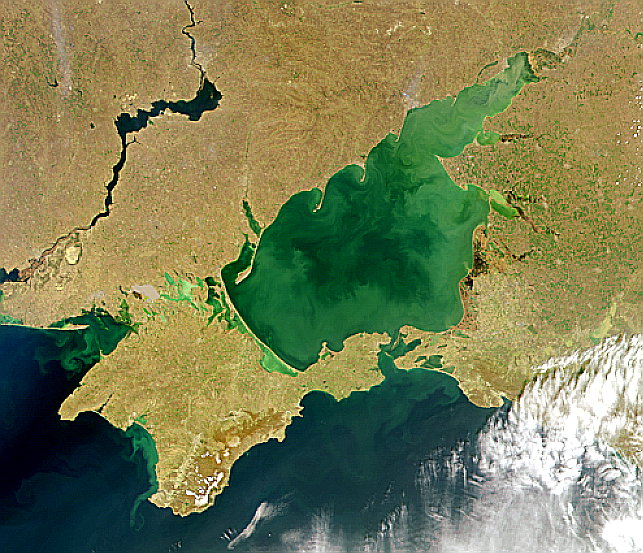
Спутниковое фото (NASA)

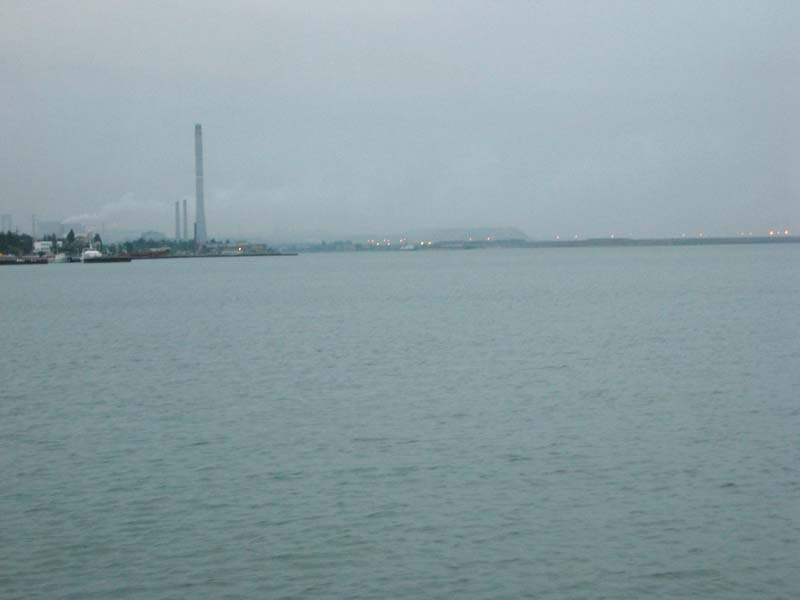
Азовское море вблизи Мариуполя

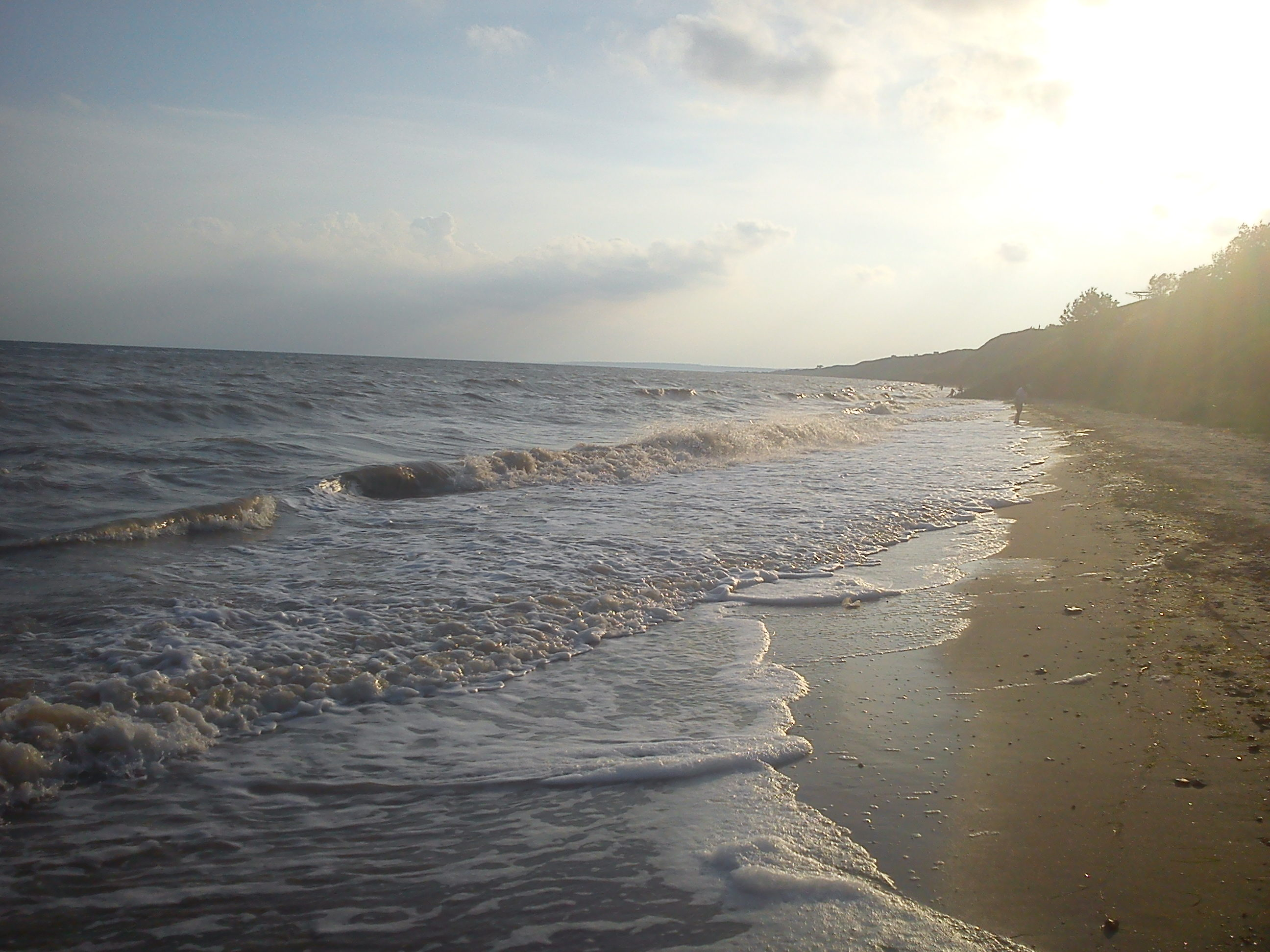
Песчаный пляж Азовского моря

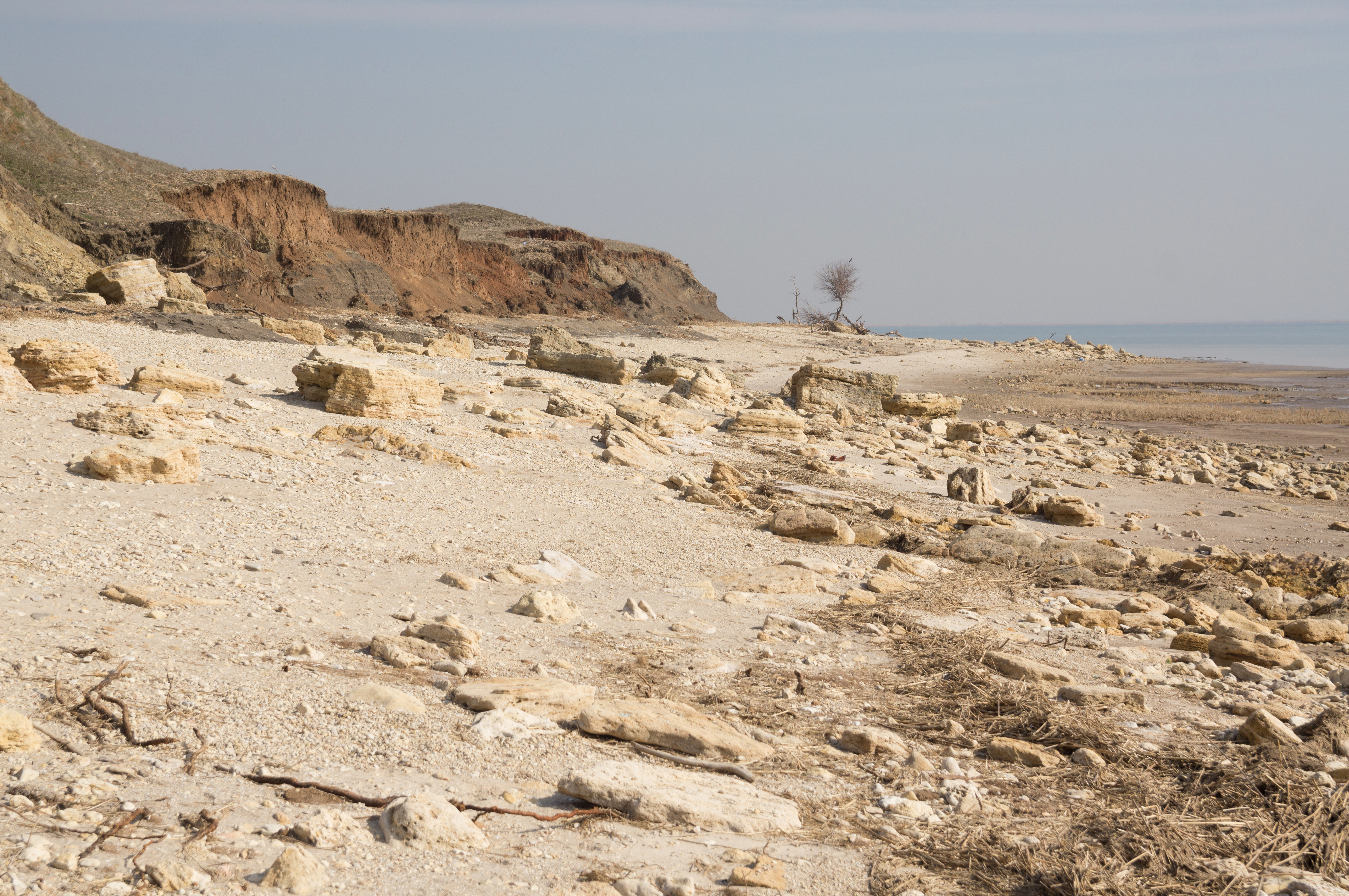
Побережье Таганрогского залива, Мержаново

Крайние точки Азовского моря лежат между 45°12′30″ и 47°17′30″ сев. широты и между 33°38′ (оз. Сиваш) и 39°18′ вост. долготы. Самая большая его длина 380 км, самая большая ширина 200 км; длина береговой линии 1472 км; площадь поверхности — 37 800 км² (в эту площадь не входят острова и косы, занимающие 107,9 км²).
По морфологическим признакам оно относится к плоским морям и представляет собой мелководный водоём с невысокими береговыми склонами.
В зимний период возможно частичное или полное замерзание, при этом лёд выносится в Чёрное море через Керченский пролив. Как правило, льдообразование характерно для января, но в холодные годы может иметь место на месяц раньше.

### Батиметрия
Подводный рельеф моря сравнительно прост. По мере удаления от берега глубины медленно и плавно нарастают, достигая в центральной части моря 13 м. Основная площадь дна характеризуется глубинами 5—13 м. Область наибольших глубин находится в центре моря. Расположение изобат, близкое к симметричному, нарушается небольшой вытянутостью их на северо-востоке в сторону Таганрогского залива. Изобата 5 м располагается примерно в 2 км от берега, удаляясь от него около Таганрогского залива и в самом заливе около устья Дона. В Таганрогском заливе глубины увеличиваются от устья Дона (2—3 м) по направлению к открытой части моря, достигая на границе залива с морем 8—9 м. В рельефе дна Азовского моря отмечаются системы подводных возвышенностей, вытянутые вдоль восточного (банка Железинская) и западного (банки Морская и Арабатская) побережий, глубины над которыми уменьшаются от 8—9 до 3—5 м. Для подводного берегового склона северного побережья характерно широкое мелководье (20—30 км) с глубинами 6—7 м, для южного побережья — крутой подводный склон до глубин 11—13 м.
Площадь водосбора бассейна Азовского моря составляет 586 000 км².
Берега в большинстве представляют собой плоские пляжи преимущественно из мелкого ракушечника, на южном берегу встречаются холмы вулканического происхождения, местами переходящие в крутые передовые горы.
Морские течения находятся в зависимости от дующих здесь очень сильных северо-восточных и юго-западных ветров и поэтому весьма часто меняют направление. Основным течением является круговое течение вдоль берегов моря против часовой стрелки.

### Температурный режим
Температурный режим моря характеризуется большой сезонной изменчивостью, свойственной неглубоким водоёмам. Минимальная температура отмечается зимой (январь — февраль), её значения близки к температуре замерзания. Лишь в южной части моря у Керченского пролива температура воды на поверхности положительна. Годовая амплитуда температуры воды составляет 27,5…28,5 °C.
Летом почти по всему морю устанавливается довольно однородная поверхностная температура +24…+26 °C. Её максимальные величины отмечаются в поверхностном слое воды в июле +28,0…+28,5 °C. Самую высокую температуру наблюдали в районе Приморско-Ахтарска +32,5 °C. Многолетняя среднегодовая температура воды на поверхности моря равна 11 °C, а её межгодовые колебания — около 1 °C.
Изменения температуры по вертикали с глубиной обычно незначительны. Зимой в придонных слоях температура около 1,7 °C. Это температура, соответствующая максимальной плотности азовской воды. Весной и летом (март — август) температура воды понижается от поверхности ко дну примерно на 1 °C. Летом температура поверхностного слоя воды в открытой части моря примерно +24…+26 °C, а придонного — около +20…+22 °C. Это распределение температур сохраняется лишь до первого значительного шторма.
| Пункт             | Январь | Февраль | Март | Апрель | Май  | Июнь | Июль | Август | Сентябрь | Октябрь | Ноябрь | Декабрь |
| Таганрог          | 0,1    | 0,1     | 1,2  | 9,6    | 18,1 | 22,4 | 24,8 | 23,6   | 18,4     | 11,1    | 4,6    | 0,9     |
| Мариуполь         | 0,1    | 0,0     | 1,1  | 8,4    | 17,3 | 22,0 | 24,5 | 23,6   | 19,1     | 12,4    | 6,1    | 1,5     |
| Бердянск          | 0,0    | 0,0     | 1,3  | 8,4    | 17,0 | 22,3 | 24,6 | 23,7   | 19,0     | 12,5    | 6,4    | 1,7     |
| Ейск              | 0,2    | 0,2     | 1,7  | 9,5    | 17,6 | 22,4 | 24,9 | 23,7   | 18,6     | 11,9    | 5,5    | 1,7     |
| Должанская        | 0,2    | 0,1     | 2,0  | 9,6    | 17,2 | 22,0 | 24,4 | 23,4   | 18,6     | 11,9    | 5,5    | 1,7     |
| Геническ          | 0,2    | 0,2     | 2,3  | 9,5    | 17,2 | 21,9 | 23,5 | 23,5   | 19,2     | 12,7    | 6,9    | 2,0     |
| Приморско-Ахтарск | 0,3    | 0,6     | 3,1  | 11,1   | 18,1 | 22,5 | 23,4 | 23,4   | 18,5     | 11,9    | 5,9    | 1,7     |
| Мысовое           | 1,1    | 0,7     | 2,3  | 7,7    | 15,5 | 21,1 | 24,1 | 24,1   | 20,2     | 14,4    | 9,1    | 3,9     |
| Опасное           | 1,9    | 1,0     | 2,5  | 8,0    | 15,3 | 21,1 | 24,1 | 24,1   | 20,1     | 14,3    | 9,0    | 4,6     |
| Темрюк            | 1,1    | 1,2     | 3,5  | 10,2   | 17,1 | 22,3 | 24,2 | 24,2   | 19,6     | 13,5    | 7,8    | 3,2     |

### Солёность
Гидрохимические особенности Азовского моря формируются в первую очередь под влиянием обильного притока речных вод (до 12 % объёма воды) и затруднённого водообмена с Чёрным морем.
Солёность моря до зарегулирования Дона была в три раза меньше средней солёности океана. Величина её на поверхности изменялась от 1 ‰ в устье Дона до 10,5 ‰ в центральной части моря и 11,5 ‰ у Керченского пролива. После создания Цимлянского гидроузла солёность моря начала повышаться. К 1977 году средняя солёность моря увеличилась до 13,8 ‰, а в Таганрогском заливе — до 11,2 ‰. На большей акватории моря вода осолонялась до 14—14,5 ‰. В период относительно высокой увлажнённости (1979—1982 года) отмечалось быстрое снижение солёности до 10,9 ‰, но уже к 2000 году её величина вновь возросла и стабилизировалась на уровне 11 ‰. Средние сезонные колебания величин солёности редко достигают 1—2 ‰.
В северной части Азовского моря вода содержит очень мало соли. По этой причине море легко замерзает, и поэтому до появления ледоколов оно было несудоходно с декабря до середины апреля. Южная часть моря не замерзает и остаётся умеренной температуры.
В течение XX века практически все крупные реки, впадающие в Азовское море, были перегорожены плотинами для создания водохранилищ. Это привело к значительному сокращению сброса пресной воды и ила в море.
Основной ионный состав воды открытой части моря отличается от солевого состава океана относительной бедностью ионов хлора и натрия и повышенным содержанием преобладающих компонентов вод суши — кальцием, карбонатами и сульфатами.
Будучи в 3 раза менее солёной, чем в океане и многих других морях, вода Азовского моря (как и Балтийского) практически безвредна при кратковременном утолении жажды в случае отсутствия пресной воды в нештатных ситуациях.

### Прозрачность и цвет воды
Прозрачность вод Азовского моря низкая. Она неодинакова в разных районах и в различное время года и колеблется в пределах от 0,5 до 8 метров. Поступление большого количества мутных речных вод, быстрое взмучивание донных илов при волнении моря и наличие в азовской воде значительных масс планктона определяют её малую прозрачность. Наименьшая прозрачность наблюдается в Таганрогском заливе (0,5—0,9 м, изредка до 2 м). Цвет воды здесь меняется от зеленовато-жёлтого до коричнево-жёлтого. В восточном и западном районах моря прозрачность значительно выше — в среднем 1,5—2 м, но может достигать и 3—4 м. В центральной части моря вследствие больших глубин и влияния черноморских вод прозрачность имеет значения от 1,5—2,5 до 8 м, вода здесь зеленовато-голубого цвета. Летом прозрачность почти повсеместно увеличивается, но на некоторых участках, вследствие бурного развития в верхних слоях воды мельчайших растительных и животных организмов, она падает до нуля и вода приобретает ярко-зелёную окраску. Это явление называется «цветением» моря.

### Флора и фауна
Развит фитопланктон и бентос. Фитопланктон состоит (в %): из диатомовых — 55, перидиниевых — 41,2 и сине-зелёных водорослей — 2,2. В 2017 году в ряде мест побережья наблюдалось массовое размножение водоросли из рода Кладофора.
Среди биомассы бентоса моллюски занимают доминирующее положение. Их скелетные остатки, представленные карбонатом кальция, имеют значительный удельный вес в формировании современного донного осадка и аккумулятивных надводных тел. В 1989 году в Азовском море впервые обнаружен моллюск-вселенец анадара
Ихтиофауна Азовского моря в настоящее время включает 103 вида и подвида рыб, относящихся к 76 родам, и представлена проходными, полупроходными, морскими и пресноводными видами.
Проходные виды рыб нагуливаются в море до наступления половой зрелости, а в реку заходят только на нерест. Период размножения в реках и на займищах обычно не превышает 1—2 месяца. Среди азовских проходных рыб имеются ценнейшие промысловые виды, такие как белуга, севрюга, сельдь, рыбец, русский осётр, бестер и шемая.
На конец 2017 года популяция русского осетра состояла из примерно 300 тысяч молодых особей, массой около 300 тонн, а популяции севрюги на уровне 25 тысяч штук, массой около 17 тонн. Данные показатели являются критическими для обоих видов, так, в 1990 году в море было 16,5 миллиона особей севрюги и русского осетра совокупно.
Полупроходные виды для размножения заходят из моря в реки. Однако в реках они могут задерживаться на более продолжительное время, чем проходные (до года). Что касается молоди, то она скатывается из нерестилищ очень медленно и часто остаётся в реке на зимовку. К полупроходным рыбам относятся массовые виды, такие как судак, лещ, тарань, чехонь и некоторые другие.
Морские виды размножаются и нагуливаются в солёных водах. Среди них выделяются виды, постоянно обитающие в Азовском море — пиленгас, черноморский калкан, камбала-глосса, тюлька, перкарина, трёхиглая колюшка, длиннорылая рыба-игла и все виды бычков. И, наконец, имеется большая группа морских рыб, заходящая из Чёрного моря, в том числе совершающая регулярные миграции: азовская и черноморская хамса, черноморская сельдь, барабуля, сингиль, остронос, лобан, черноморский калкан, ставрида, скумбрия и другие.
Пресноводные виды обычно постоянно обитают в одном районе водоёма и больших миграций не совершают. Эти виды населяют обычно опреснённые акватории моря. Здесь встречаются такие рыбы, как стерлядь, серебряный карась, щука, язь, уклейка и др.
Морские млекопитающие представлены одним видом — морской свиньёй (другие названия — черноморская морская свинья, азовский дельфин, азовка, пыхтун, чушка). Морская свинья ведёт стадный образ жизни. Численность популяции всегда была невелика, современные данные отсутствуют. Азовка — самое мелкое животное из группы китообразных. Представители местной азово-черноморской популяции мельче, чем дельфины из других частей ареала. Самки несколько крупнее самцов: 90—150 см. Известные максимальные размеры самцов достигали 167 см, а самок — 180 см. Продолжительность жизни — 25—30 лет.
Регулированием вылова рыбы занимается Российско-Украинская комиссия по вопросам рыболовства. На 2020 год решением комиссии разрешён вылов тюльки — 60 тыс. т, хамсы — 30 тыс. т, бычков — 5,7 тыс. т (2300 т — Россия, 3400 т — Украина), пиленгаса — 3 тыс. т, сельди (507 т — Россия, 127 — Украина), тарани (377 т — Россия, 94 т — Украина), камбалы (13 т — Россия, 54 т — Украина), леща (64 т — Россия, 3 т — Украина), судака (4т — Россия, 5 т — Украина), рыбеца (9,5 т — Россия, 0,5 — Украина), чехони — 50 кг (Россия), севрюги — 200 кг (Украина), осетра — 600 кг (Украина). Для проведения исследований нанимаются несколько судов, которые работают по всей территории Азовского моря. Многие виды рыб занесены в Красные книги России и Украины.

### Географические объекты Азовского моря

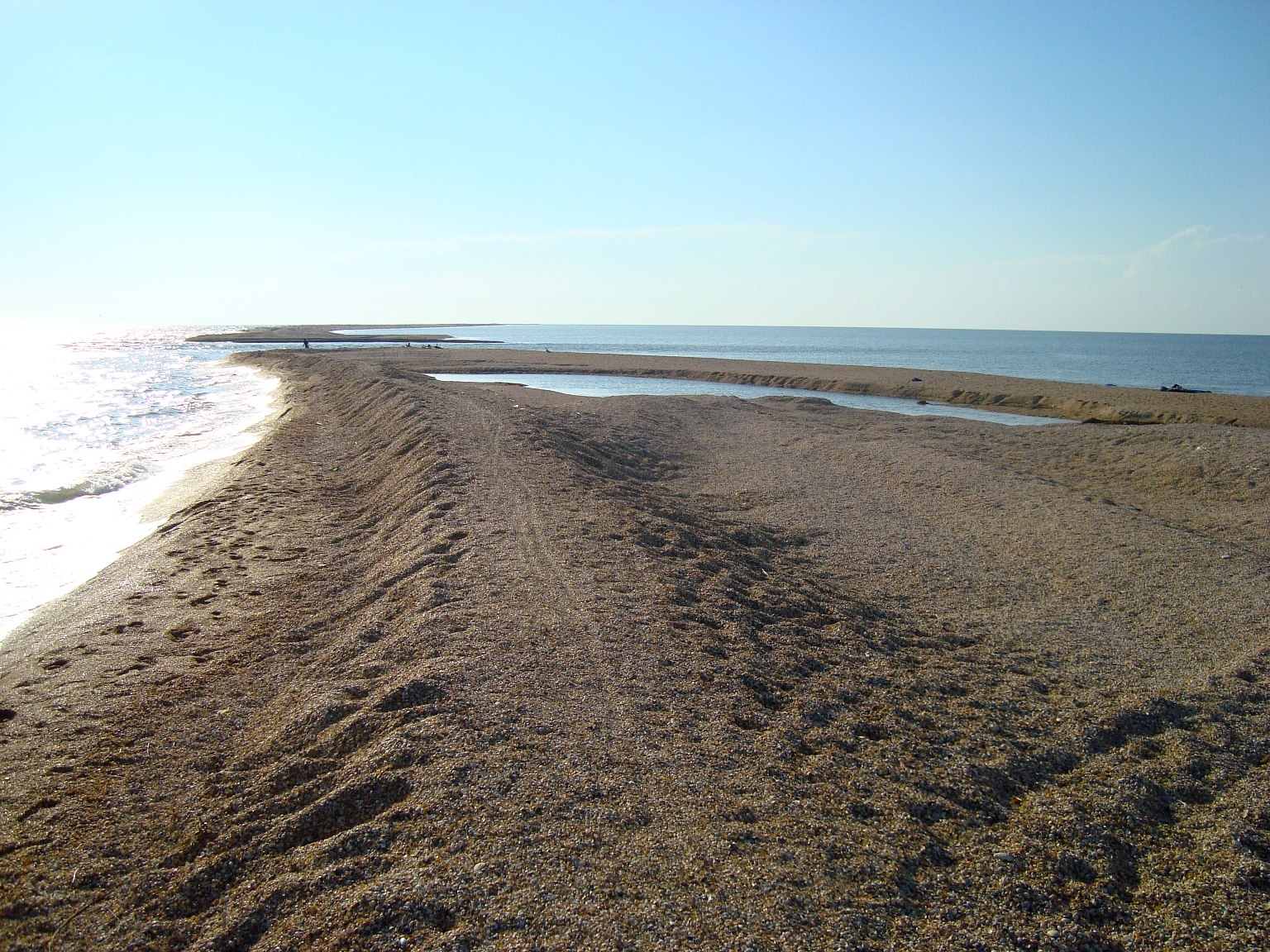
Оконечность Долгой косы

Перечислены крупные или представляющие особый интерес географические объекты в порядке их следования по часовой стрелке вдоль побережья, начиная от Генического пролива.
Заливы и лиманы
- На территории Украины (оккупированы и аннексированы Россией в 2014 и 2022 годах):
  - на юго-западе: Казантипский залив, Арабатский залив;
  - на западе: залив Сиваш;
  - на северо-западе: Утлюкский лиман, Молочный лиман, Обиточный залив, Бердянский залив.
- На территории России:
  - на северо-востоке: Таганрогский залив, Миусский лиман, Ейский лиман;
  - на востоке: Ясенский залив, Бейсугский лиман, Ахтарский лиман;
  - на юго-востоке: Темрюкский залив.

Косы, мысы, крупнейшие острова
- На территории Украины (оккупированы и аннексированы Россией в 2014 и 2022 годах):
  - в Керченском проливе: Тузлинская коса, остров Тузла;
  - на юго-западе: мыс Хрони, мыс Зюк, мыс Чаганы и мыс Казантип;
  - на западе: коса Арабатская Стрелка;
  - на северо-западе: Федотова коса и коса Бирючий остров (Утлюкский лиман), Обиточная коса (Обиточный залив), Бердянская коса (Бердянский залив);
  - на северо-востоке: Белосарайская коса, Кривая коса.
- На территории России:
  - на северо-востоке: Павло-Очаковская коса, Беглицкая коса, Петрушина коса, Таганрогский мыс;
  - на востоке: мыс Чумбурский, Глафировская коса, Долгая коса, Камышеватская коса, Ясенская коса (Бейсугский лиман), Ачуевская коса (Ахтарский лиман), Ейская коса, Сазальникская коса;
  - на юго-востоке: мыс Ачуевский и мыс Каменный (Темрюкский залив);
  - в Керченском проливе: коса Чушка, Тузлинская коса;

Реки, впадающие в море
- На территории Украины (оккупированы и аннексированы Россией в 2014 и 2022 годах):
  - на северо-западе: Малый Утлюк, Молочная, Корсак, Лозоватка, Обиточная, Берда, Кальмиус, Грузский Еланчик;
- На территории России:
  - на северо-востоке: Мокрый Еланчик, Миус, Самбек, Дон, Кагальник, Мокрая Чубурка, Ея;
  - на юго-востоке: Протока, Кубань.

Острова -остров Ляпина напротив Мариуполя, искусственный остров Черепаха напротив Таганрога, Песчаные острова напротив Ейска. В Бердянском заливе находится небольшая магнитная аномалия

### Административные единицы у берегов моря
Перечисляются в порядке следования:
Россия
- Ростовская область
  - Неклиновский район
  - Азовский район
  - Городской округ Таганрог
- Краснодарский край
  - Щербиновский район
  - Ейский район
  - Приморско-Ахтарский район
  - Каневской район (Бейсугский лиман)
  - Славянский район
  - Темрюкский район

Украина (территории оккупированы и аннексированы Россией в 2014 и 2022 годах)
- Автономная Республика Крым/Республика Крым
  - Керченский горсовет/городской округ Керчь
  - Ленинский район
  - Кировский район (залив Сиваш)
  - Советский район (залив Сиваш)
  - Нижнегорский район (залив Сиваш)
  - Джанкойский район (залив Сиваш)
  - Красноперекопский район (залив Сиваш)
  - Армянский горсовет/городской округ Армянск (залив Сиваш)
- Херсонская область
  - Каховский район (залив Сиваш)
  - Генический район
- Запорожская область
  - Мелитопольский район
  - Бердянский район
- Донецкая область
  - Мариупольский район
  - Кальмиусский район

## Юридический статус
Международно-правовой статус моря определяется рядом источников права, наиболее актуальный из которых — Договор между Российской Федерацией и Украиной о сотрудничестве в использовании Азовского моря и Керченского пролива (ратифицирован обеими сторонами в 2004 году). В этом документе Азовское море отнесено к категории внутренних вод России и Украины и установлена граница. Также в 2012 году было заключено соглашение о мерах по обеспечению безопасности мореплавания в Азовском море и Керченском проливе.
В 2023 году, спустя год после начала вторжения России в Украину, обе стороны денонсировали договор: Верховная рада Украины — 24 февраля 2023 года, Государственная дума России — 1 июня 2023 года.

## Экономика
Азовское море было весьма важно для России XIX века из-за, с одной стороны, обилия рыбы, а с другой — постоянно увеличивающегося торгового оборота через море. Среднее годовое число входящих в гавани Азовского моря кораблей находилось в 1866—1871 годах в количестве 2662 шт. с общим тоннажем 362 951 тонн. Более половины их приходилось на Таганрог, 558 на Бердянск, 296 на Керчь, 263 на Мариуполь. Береговых лодок в море прибыло 6807, ушло — 6832. В это время русский торговый флот Азовского моря состоял из 1210 кораблей общим тоннажем 40 658.
Более активно торговля на Азовском море стала развиваться в связи со строительством железнодорожных транспортных магистралей:
- Таганрог двумя железными дорогами (в Харьков и Воронеж) был соединён с остальной частью Российской империи;
- железная дорога из Калача в Царицын (ныне — Волгоград) — достигнуто прямое сообщение между Доном и Волгой;
- построена железнодорожная ветка из Бердянска до станции Чаплино (1899).

Кроме расположенного выше дельты Дона Ростова-на-Дону, приходными гаванями были Таганрог, Мариуполь и Бердянск.
После аннексии Крыма Россией в 2014 году её влияние в Чёрном и Азовском морях значительно увеличилось, расширилась фактическая исключительная экономическая зона, полностью стал контролироваться Керченский пролив.
В феврале 2019 года Государственное агентство рыбного хозяйства Украины сообщило о подписании с Россией протокола о лимитах вылова рыбы в Азовском море. Согласно документу Украина имеет право вылова бычка в объёме 9 тысяч тонн, а Российская Федерация — 6 тысяч тонн.

### Грузопотоки Азовского морского бассейна
Осуществлялось линейное плавание на рудноугольной линии между портами Мариуполь и Поти. Из Мариуполя перевозился донецкий уголь для обеспечения нужд стран Закавказья, а в обратном направлении чиатурская марганцевая руда на комбинат «Азовсталь». Донецкий уголь также перевозился в порты Дуная, Черноморска, Херсона и Николаева; в обратном направлении марганцевая и железная руда перевозилась из Херсона и Николаева в Мариуполь. Долгое время существовала регулярная линия по перевозке агломерата между Камыш-Буруном (район Керчи) и Мариуполем. На этой линии впервые в мировой практике была освоена перевозка на судах горячего агломерата при температуре +600. Осуществлялась перевалка зерновых и масличных культур. Учитывая, что Азовское море мелкое по сравнению с Чёрным, могли обслуживаться лишь суда с небольшой осадкой, что было востребовано определённым кругом стран Ближнего Востока (Ливан) и Северной Африки (Ливия).

## Разведка и добыча нефти
Правительство РФ предоставило совместному предприятию «Роснефти» и ЛУКОЙЛа — ООО «Нефтяная компания „Приазовнефть“» — право пользования участком недр федерального значения для разведки и добычи углеводородного сырья в пределах месторождения «Новое», расположенного в Темрюкском заливе Азовского моря, соответствующее распоряжение подписано 18 апреля 2013 г..
Было объявлено, что геологические и извлекаемые запасы нефти месторождения по состоянию на 1 января 2011 года составляли соответственно 1,339 млн тонн и 0,67 млн тонн (по категории С1) и 3,429 млн тонн и 1,715 млн тонн (по категории С2).

## Экология
Оценка экологического состояния Азовского моря по результатам многолетнего мониторинга морской среды ФГУ «Азовморинформцентр».
- Море сильно загрязнено отходами предприятий Мариуполя (особенно металлургическим предприятием полного цикла ОАО Азовсталь), Таганрога и других промышленных городов, расположенных у побережья.
- Увеличение судоходства привело к загрязнению моря и даже к экологическим бедствиям. В 2007 году в Керченском проливе в районе российского порта «Кавказ» из-за сильного шторма 11 ноября затонуло 4 судна — сухогрузы «Вольногорск», «Нахичевань», «Ковель», «Хаджи Измаил» (флаг Грузии, судовладелец и команда турецкие). Сорвались с якорей и сели на мель 6 судов, получили повреждения 2 танкера («Волгонефть-123» и «Волгонефть-139»). В море попало около 1300 тонн мазута и около 6800 тонн серы.
- На мелководье вода прогревается до высоких температур, что приводит к снижению концентрации кислорода, поздним появлением водорослей, в процессе фотосинтеза которых выделяется кислород.
- Загрязнение донных отложений за счёт накопления поллютантов в течение длительного времени.
- Загрязнение морских вод прибрежной зоны вследствие интенсивной работы портов; сброса недостаточно очищенных сточных вод промышленных предприятий и хозяйственно-бытовых стоков от населённых пунктов Приазовья; эолового переноса выбросов промышленных предприятий (в том числе из малых рек); неорганизованного стока ливневых вод с водосборной площади и абразии берегов; использование маломерных плавсредств; строительство объектов различного назначения и т. д.
- Морские воды центральных районов моря загрязнены в основном тяжёлыми металлами: медь, железо, никель, ванадий, молибден. Среднегодовые концентрации по всем металлам снижаются, за счёт чего происходит улучшение качества воды. В 2007 и 2008 гг. из металлов, концентрации которых принимаются при расчёте ИЗВ, превышение предельно допустимой концентрации (ПДК) зафиксировано только для меди. В многолетнем периоде наиболее загрязнённым по индексу ИЗВ районом является Керченский пролив за счёт постоянно высоких среднегодовых концентраций свинца.

В целом, Азовское море становится чище, его экологическое состояние улучшается — по индексу ИЗВ, морская вода в последние годы относится к III классу — «умеренно загрязнённая».